# 이상룡 (1858년)
이상룡(李相龍, 1858년 음력 11월 24일 ~ 1932년 6월 15일 (음력 5월 12일))은 일제강점기의 독립운동가이며 본관은 고성(固城)이고 1925년 9월 24일부터 1926년 1월까지 대한민국 임시정부 초대 국무령을 역임하였다. 일명 이상희(李象羲), 이계원(李啓元)이라는 이름으로도 불리었다. 자는 만초(萬初)이며 호는 석주(石洲)이다. 1962년 대한민국 건국훈장 독립장이 추서되었다.

## 생애

### 출생과 가문
본관은 고성이며 경상도 안동의 유림 명문가에서 3남 3녀 중 장남으로 출생했다. 생가인 임청각은 왕의 궁궐이 아닌 사대부 반가로는 가장 크게 지을 수 있는 99칸 짜리 집으로 유명하며, 보물 제182호로 지정되어 있는 고택이다.

### 구국항일운동
유학자이며 의병장이었던 김흥락의 제자로서 의병 운동에 참가했으나, 50세 무렵인 1907년경부터 교육의 역할을 중시하는 애국계몽운동으로 방향을 전환, 협동학교 설립 및 대한협회 안동지회 창설, 시국 강연 등을 벌였다. 유인식, 김동삼이 이때부터의 동지들이다.
그러나 한일 병합 조약이 체결되고 대한협회가 해체되자, 신민회의 해외 독립기지 설치 방침에 동조하여 1911년 일가족을 이끌고 서간도로 망명했다. 이상룡의 집안은 이회영, 허위의 가문과 함께 대표적인 항일운동 가문으로, 그를 포함해 두 동생 이상동, 이봉희, 아들 이준형과 손자 이병화, 조카 세 명이 독립유공자로 훈장을 수여받았다. 외숙은 의병장 권세연이며, 처가 역시 소문난 독립운동 가문이다.
이상룡은 이곳에서 독립 운동을 위한 자치기구인 경학사 조직과 부속 교육기관인 신흥강습소 설치에 참여했다. 경학사는 이듬해 부민단으로, 1919년 3·1 운동을 기점으로 한족회로 발전된다. 신흥강습소는 이후 신흥무관학교로 개칭하여 무장 항일 운동가들을 양성하는 기관이 되었다. 경학사와 신흥강습소는 모두 만주 지역 항일운동의 효시라 할 수 있다.
만주에 군사 기구인 군정부를 설립했다가 상하이에 대한민국 임시정부가 설치되자 이를 지지하고 군정부를 서로군정서로 개칭했다. 서로군정서 책임자로서 1921년 남만통일회를 개최하여 서간도 일대의 독립 운동 단체를 통합하여 통군부를 수립했다.

### 임정 활동
1925년 대통령 이승만이 탄핵으로 물러난 후 박은식이 제2대 대통령에 선출되었으나 사퇴하자 1925년 9월 대한민국 임시정부의 첫 국무령이자 제3대 수반으로 추대되었다. 그러나 갈등이 계속되고 내각을 조직할만한 세력을 모으지 못하자 1926년 1월 임시정부 수반직을 사임하고 다시 만주로 돌아갔다.

### 최후
이후 정의부, 신민부, 참의부로 나뉘어 있던 무장독립운동 단체들의 통합을 위해 노력하다가 1932년 지린에서 병사했다.

## 사후
- 1990년 9월 하얼빈에 있던 유해를 대전 현충원으로 모셔왔고, 1996년 다시 서울 현충원 임시정부요인묘역에 안장하였다.
- 대한민국 정부는 고인의 공훈을 기리기 위해 건국훈장 독립장을 추서하였다.
- 대구의 달성공원에 기념비가 세워져 있다.

## 저서
- 석주유고: 아들 이준형이 정리하여 필사하였고, 안동문화연구소에서 국역하여 출간하였다.

## 가계
- 증조부: 이찬(李璨, 1798 ~ 1887)
- 증조모: 이중민(李中敏)의 딸 전주 이씨
- 조부 : 이종태(李鍾泰, 1820 ~ 1894)
- 조모 : 김진화(金鎭華)의 딸 의성 김씨
  - 부친 : 이승목(李承穆, 1837 ~ 1873)
  - 모친 : 권진하(權夏)의 딸 안동 권씨
    - 아우 : 이상동(李相東, 1865 ~ 1951)
      - 조카 : 이형국(李衡國, 1883 ~ 1931)
      - 조카 : 이운형(李運衡, 1892 ~ 1972)
      - 조카 : 이제형(李齊衡, 1898 ~ 1986)

    - 아우 :  이봉희(李鳳羲, 1868 ~ 1937)
      - 조카 : 이광민(李光民, 1895 ~ 1945)
      - 조카 : 이광국(李光國, 1903 ~ ?)

  - 당숙 : 이승화(李承和, 1876 ~ 1927)

- 배우자 : 김우락(金宇洛, 1854 ~ 1934), 김진린(金鎭麟)의 딸
  - 아들 : 이준형(李濬衡, 1875 ~ 1942)
    - 손자 : 이병화(李炳華, 1906 ~ 1952)
    - 손녀 : 류시준(柳時俊)에게 시집감
    - 손녀 : 조병원(曺炳元)에게 시집감
    - 손녀 : 허국(許國)에게 시집감

  - 딸 : 강호석(姜好錫)에게 시집감

## 사진

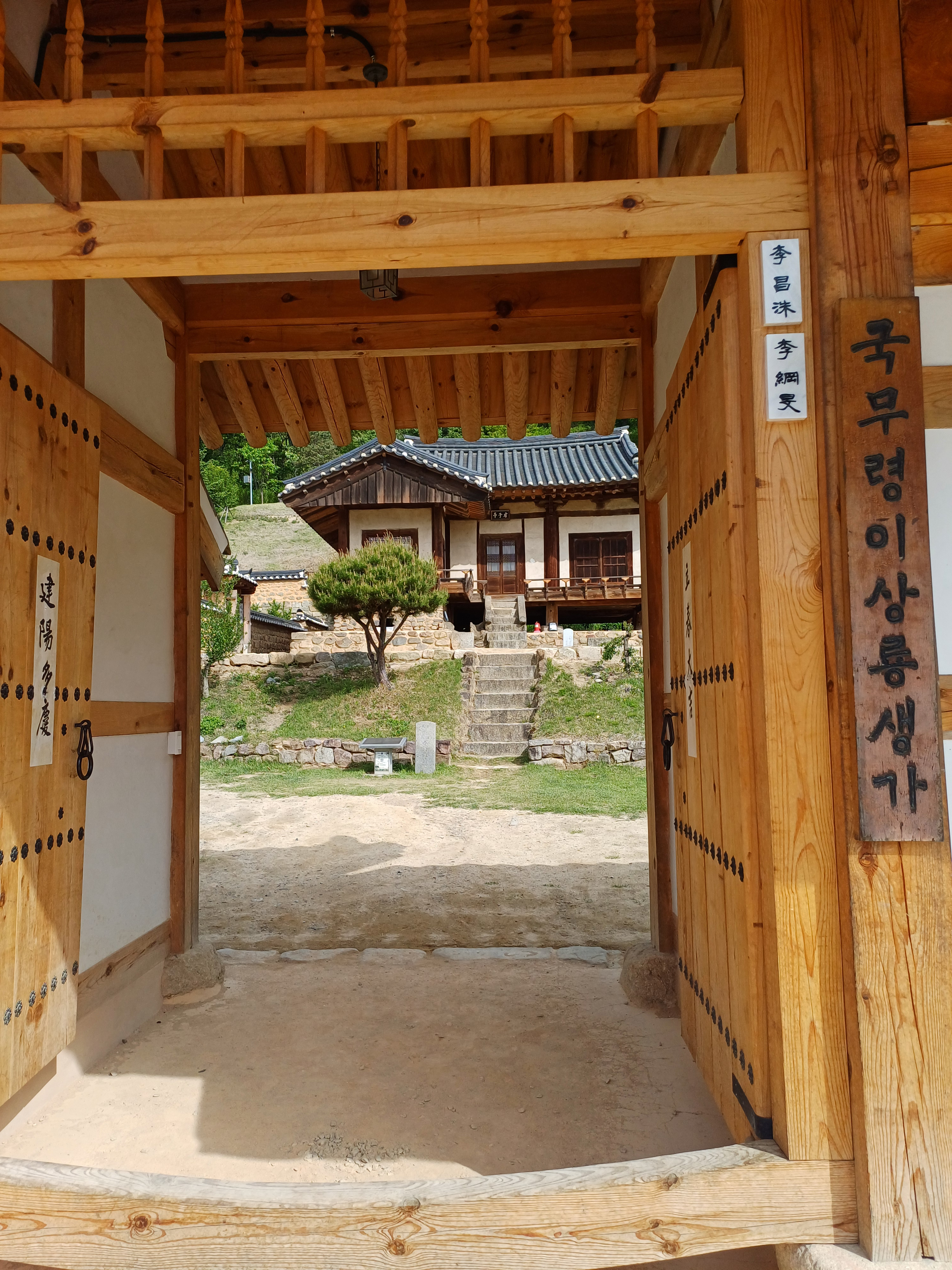
안동 임청각에 있는 이상룡 생가
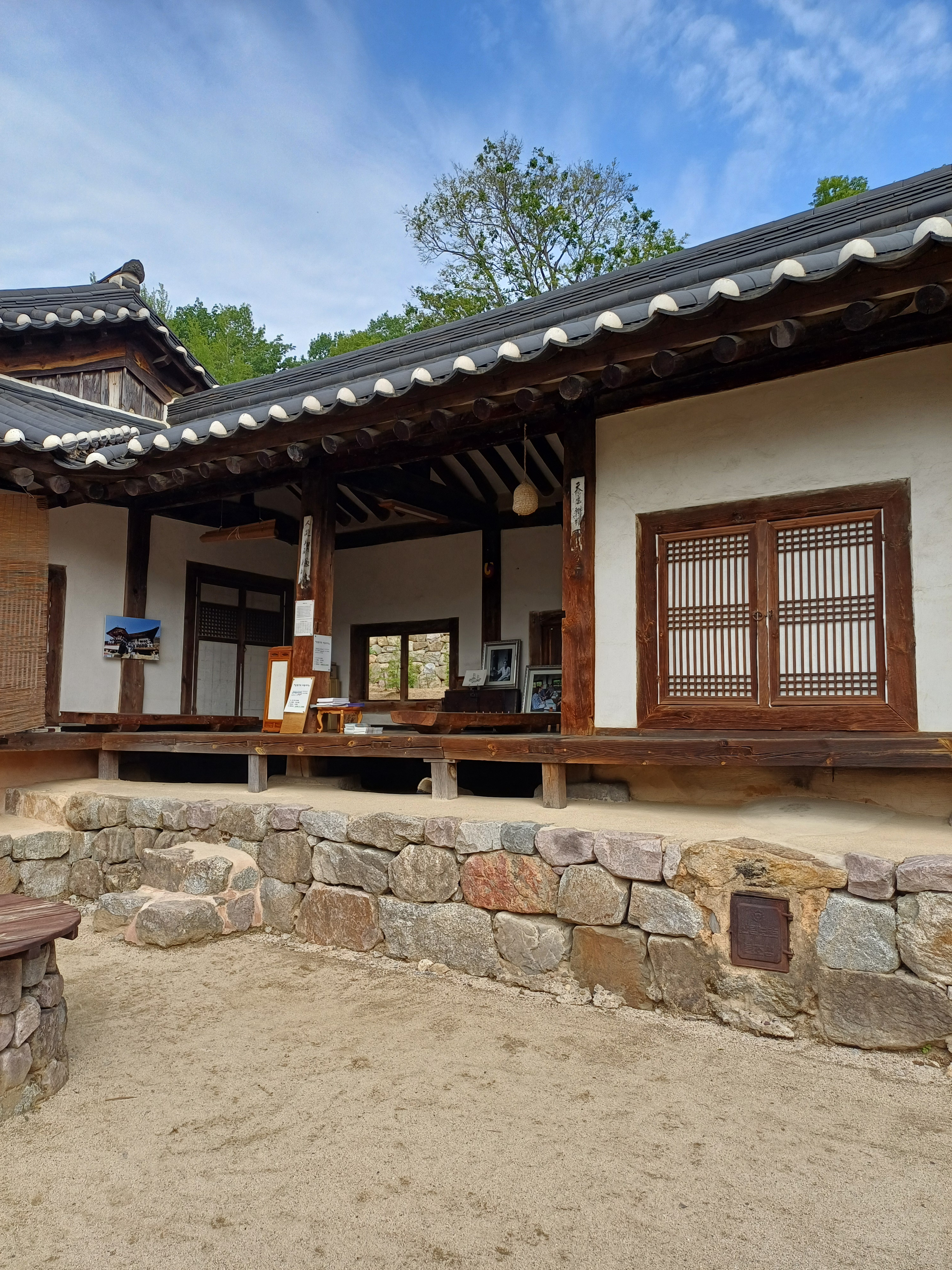
생가 내부

## 같이 보기
- 경학사
- 신흥강습소
- 부민단
- 한족회
- 신흥무관학교
- 군정부
- 서로군정서
- 남만통일회
- 통군부
- 대한민국 임시정부

## 참고자료
- 대한민국 국가보훈처, 이 달의 독립 운동가 상세자료 - 이상룡, 1992